# Муллакаево (Караидельский район)
Муллакаево (баш. Муллаҡай) — деревня в Караидельском районе Республики Башкортостан Российской Федерации. Входит в состав Новомуллакаевского сельсовета.

## География

### Географическое положение
Находится на правом берегу реки Уфы.
Расстояние до:
- районного центра (Караидель): 24 км,
- центра сельсовета (Новомуллакаево): 3 км,
- ближайшей ж/д станции (Щучье Озеро): 173 км.

## Население
| 2002 | 2009 | 2010 |
| ---- | ---- | ---- |
| 124  | ↘110 | ↘108 |

Национальный состав
Согласно переписи 2002 года, преобладающая национальность — башкиры (97 %).